# 路易斯·韦塞尔斯
路易斯·韦塞尔斯（英語：Louis Weßels；1998年8月27日—）是一名德國男網球運動員，在2018年11月26日取得個人單打排名新高的320名，而最高雙打排名則是538名，在2018年8月13日取得。

## 網球生涯
2016年德國網球公開賽，他首次參加ATP巡迴賽並在第一輪爆冷擊敗史蒂文·迭斯。

## 外部連結
- 路易斯·韦塞尔斯（英文/西班牙文）的官方資料